# استخبارات تقنية
الاستخبارات التقنية هي استخبارات حول الأسلحة والمعدات التي تستخدمها القوات المسلحة لدولة أجنبية. يُعرّف مصطلح الاستخبارات العلمية والتقنية، التي ترتبط بها المعلومات التي جُمّعت أو حُللت بخصوص النطاق الواسع أنظمة العلوم، والتقانة، والأسلحة الأجنبية.

## الاستخبارات التقنية
يُقصد بها بشكل أساسي التصدي للمباغتة التقنية. تسمح بمعرفة خصائص وقدرات أسلحة العدو للدول بتطوير تدابير مضادة فعالة لها. تستخدم القوات المسلحة أحيانًا التقنية التي طُورت في دول أجنبية. يعد «جركن» الحرب العالمية الثانية أحد أمثلة المعدات الأجنبية التي استُخدمت من قبل جيش الولايات المتحدة. ينبغي عدم الخلط بين الاستخبارات التقنية والاستخبارات التي يُحصل عليها «بالوسائل التقنية». هذا هو المصطلح الفني المستخدم في نقاشات نزع السلاح كي يعبر عن المعلومات التي تُجمع بواسطة أنواع مختلفة من الكاميرات، وأجهزة الاستشعار، وأجهزة أخرى. الاستخبارات التقنية هي: «استخبارات تُستمد من جمع، ومعالجة، وتحليل، واستغلال البيانات والمعلومات المتعلقة بالتجهيزات والعتاد أجنبي بغرض تفادي المباغتة التقنية، وتحديد المقدرة العلمية والتقنية الأجنبية، وتطوير التدابير المضادة المصممة لتعادل أي مزايا تقنية معادية».

## الاستخبارات العلمية والتقنية
الاستخبارات العلمية والتقنية هي «تحليل وإنتاج (جميع المصادر الاستخباراتية) الناتجة عن جمع وتقييم وتحليل وتفسير المعلومات التقنية والعلمية التي تغطي:
- التطورات الأجنبية في البحوث الأساسية والمطبقة، والتقنيات الهندسية المطبقة؛
- الخصائص العلمية والتقنية، وحدة الأنظمة العسكرية الأجنبية، الأسلحة، أنظمة السلاح والعتاد؛ البحوث والتطوير المتعلق بها، وعمل مناهج الإنتاج وتصنيفها».[2]

## منهج الاستخبارات التقنية
إنتاج الاستخبارات التقنية هو فن استخبارات متخصصة، تُستخدم لتلبية احتياجات القوات المسلحة والمستهلكين الوطنيين للاستخبارات. يصف كتيب متعدد الخدمات المنهج العسكري الأمريكي للاستخبارات التقنية. تنقسم عملية الاستخبارات التقنية إلى ثلاثة أقسام، جمع واستغلال وإنتاج.

### جمع العتاد والمستندات المتعلقة به
تلعب الصدفة دورًا هامًا في جمع المعدات والأسلحة الأجنبية. تبدأ مرحلة الجمع عادة حين يجد جندي ما شيئًا مثيرًا على أرض المعركة، أو ينشق طيار ويحلق بطائرته إلى بلد صديق. في حالة شهيرة، حلق فيكتور إيفانوفيتش بيلينكو بطائرته ميغ 25 «فوكسبات» إلى هادكوتا، اليابان في 6 سبتمبر عام 1976. منحت الولايات المتحدة بيلينكو حق اللجوء، وساعدت في تفكيك الطائرة لوضعها في قفص، وإعادتها إلى الاتحاد السوفيتي.
وُضعت إجراءات لتطوير متطلبات الاستخبارات التقنية والعلمية، أي قوائم الرغبات، لتوجيه جهود التجميع المنهجية. يمكن الحصول على العتاد المطلوب من خلال أي طريقة من الطرق. على سبيل المثال، يمكن الحصول على العتاد من خلال الطرق التجارية.
وقد يطلب الملحق الثقافي من مسؤول أجنبي معلومات حول قطعة من المعدات الأجنبية. شُنت عمليات سرية للحصول على عتاد حساس للعدو، وربما كان أكثرها قيمة وطموحًا هو بناء سفينة الحفر هيوز غلومار إكسبلورر من قبل وكالة الاستخبارات المركزية للحصول على حطام غواصة سوفييتية غرقت في المحيط الهادي.

### الاستغلال (الفحص والتحليل)
تتضمن مرحلة الفحص أنواعًا عديدة من الفحوص العلمية والتقنية. قامت أجهزة الاستخبارات بتطوير الإجراءات لفحص أنواع عديدة من العتاد. تتضمن الاختبارات أحيانًا العمل على العنصر، والفحوص غير التدميرية. يحتوي الموقع الإلكتروني لمكتب الدراسات التاريخية التابع للقوات الجوية على محتوى ممتاز لاستغلال طائرات دول المحور خلال الحرب العالمية الثانية.

### إنتاج الاستخبارات النهائية
يتضمن إنتاج الاستخبارات التقنية تحضير عدد من التقارير والمستندات. تتضمن مستندات الاستخبارات التقنية مجموعة واسعة من المواد بدءًا من الرسائل الموجزة والتقارير التي أعدت في هذا المجال، وحتى الدراسات الرسمية الشاملة التي أعدتها فرق من الباحثين. حضّر الجيش خلال الحرب العالمية الثانية كُتيّبات تقنية من عناصر محددة من معدات العدو، تضمنت معلومات حول معدات العدو من فهارس معدات العدو، وفي كُتيّبات عن القوات الأجنبية، ونُشرت الاستخبارات التقنية في تقارير عديدة.

## منظمات الولايات المتحدة الاستخباراتية
منظمات ووكالات حكومة الولايات المتحدة الأساسية المتعلقة بإنتاج الاستخبارات التقنية وكل مصادر استخباراتها هي:
- وكالة استخبارات الدفاع، وهي وكالة استخباراتية أساسية تابعة لوزارة الدفاع، وهي مكلفة بتوفير الاستخبارات العسكرية لصانعي السياسة ومقاتلي الحرب ومخططي الدفاع في الوزارة، وهي توفر الاستخبارات أيضًا للمستهلكين على المستوى الوطني، ولمجتمع الاستخبارات الأمريكي.
- مركز استخبارات الصواريخ والفضاء، وهو مكلف بإنتاج معلومات استخباراتية علمية وتقنية عن أنظمة صواريخ أرض-أرض البالستية التي يمتلكها العدو، والتي يكون مداها أقل من 1000 كيلومتر.
- المركز الوطني للاستخبارات الطبية، وهو المنظمة الوحيدة في العالم التي تتولى مهمة الاستخبارات الطبية بشكل شامل. على هذا النحو، لديها قاعدة عملاء متنوعة من قادة العمليات والتكتيك، وموظفي الطب الوقائي، والمخططين الطبيين، والباحثين، إلى صانعي السياسة في وزارة الدفاع، وموظفي البيت الأبيض، والوكالات الفيدرالية الأخرى.
- وحدات الخدمات العسكرية، وهي تابعة لقيادة الأمن والاستخبارات في الجيش الأمريكي، وتوفر الاستخبارات التقنية والعلمية، والاستخبارات العسكرية العامة عن القوات الأرضية الأجنبية لدعم القادة العسكريين ومطوري العتاد والأدوات، وإدارة الجيش، ووزارة الدفاع، وصناع القرار على المستوى الوطني.[5]
- مركز الاستخبارات الوطنية للجو والفضاء، تابع للقوات الجوية الأمريكية. كامتداد للاستخبارات التقنية، شارك أسلاف المركز الوطني للاستخبارات الجوية والفضائية في البحث عن الأجسام الطائرة مجهولة الهوية، في الخمسينيات والستينيات.
- قسم من مكتب الاستخبارات البحرية يتولى أنشطة الاستخبارات التقنية للبحرية الأمريكية. نُفذت هذه الأنشطة سابقًا من قبل مركز خدمة الاستخبارات، في سيوتلاند، ومن قِبل من جاء بعدهم من مركز الاستخبارات التقنية البحري.
- وحدات الاستخبارات الوطنية، في ماريلاند، تقوم بتحليلات عملية وتقنية على الاتصالات ومعدات الاتصال السرية، وتقوم بنفس الأمر على البحوث الأجنبية في هذه المجالات.

## أمثلة تاريخية عن الاستخبارات التقنية والميدانية
منها عملية بيتنغ للحصول على معلومات عن غارة بريطانية، للاستيلاء على رادار ألماني لأغراض التقييم الفني. كان العالم الفيزيائي البريطاني ريغنالد فيكتور جونز يقود خبراء الحرب التقنية خلال الحرب العالمية الثانية. كان أيضًا أحد المحللين الأساسيين لتقرير أوسلو.
شملت برامج الولايات المتحدة عند نهاية الحرب العالمية الثانية برامج استخبارات تقنية، تضمنت عملية بابركليب، وهي البرنامج العام الموجه إلى العلماء والمهندسين الألمان في نهاية الحرب العالمية الثانية. وغالبًا ما يرتبط بعلم الصواريخ.
تضمنت المحاولات المعاصرة الأخرى عملية آلسوس، التي ركزت على العلوم النووية والهندسية، وعملية لوستي، التي كُرست للديناميكيا الهوائية.

## استخدام معدات العدو في الميدان
استخدم الجنود الذين أُقحموا في عمليات الاستخبارات التقنية معرفة العتاد الأجنبي لاستخدام معدات العدو. على سبيل المثال؛ استخدم جنود الجيش أسلاك الهواتف العسكرية الألمانية، والمؤن الطبية لمداوة المدنيين في فرنسا خلال الحرب العالمية الثانية.
بشكل مشابه، كتب جوش سميث، الذي حرر كتاب «أسلحة صغيرة في العالم» خلال فترة الستينيات، تقريرًا قال فيه إن الجيش استولى على مخزن كبير من ذخيرة الهاون الألمانية في فرنسا خلال الحرب العالمية الثانية. اكتُشف أن القذائف الألمانية يمكن إطلاقها من مدافع الهاون الأمريكية. أعدت القوات في الميدان لائحة إطلاق القذائف الأمريكية التي تطلق الذخيرة الألمانية من خلال اختبار إطلاق الذخيرة الألمانية في مدافعهم.
جمع التقنيات على المستوى الوطني
على عكس الاستخبارات التقنية والتكتيكية، تميل عملية جمع المعلومات العلمية والتقنية على المستوى الوطني إلى الحصول على قدر أقل من المعدات الأجنبية، وقدر أكبر من العلاقات البشرية أو التجارية الإبداعية. هناك بعض المحاولات على المستوى الوطني لإنقاذ المعدات الأجنبية، مثل مشروع آزوريان، وهو محاولة معقدة وسرية لاسترداد غواصة سوفييتية غارقة.